# Корренти (Бразилия)

Корренти на карте штата.

Корренти (порт. Corrente) — муниципалитет в Бразилии, входит в штат Пиауи. Составная часть мезорегиона Юго-запад штата Пиауи. Входит в экономико-статистический микрорегион Шападас-ду-Эстрему-Сул-Пиауиенси. Население составляет 25 407 человек на 2010 год. Занимает площадь 3048,447 км². Плотность населения — 8,33 чел./км².

## Демография
Согласно сведениям, собранным в ходе переписи 2010 г. Национальным институтом географии и статистики (IBGE), население муниципалитета составляет:
| Полное население                               | Полное население                               | Полное население                               | Полное население                               | 25 407 |
| ---------------------------------------------- | ---------------------------------------------- | ---------------------------------------------- | ---------------------------------------------- | ------ |
| в том числе:                                   | Городское население                            | 15 693                                         | Процент городского населения, %                | 61,77  |
|                                                | Сельское население                             | 9714                                           | Процент сельского населения, %                 | 38,23  |
|                                                | Мужское население                              | 12 844                                         | Процент мужского населения, %                  | 50,55  |
|                                                | Женское население                              | 12 563                                         | Процент женского населения, %                  | 49,45  |
| Плотность населения, чел/км²                   | Плотность населения, чел/км²                   | Плотность населения, чел/км²                   | Плотность населения, чел/км²                   | 8,33   |
| Население муниципалитета в % к населению штата | Население муниципалитета в % к населению штата | Население муниципалитета в % к населению штата | Население муниципалитета в % к населению штата | 0,81   |

По данным оценки 2016 года, население муниципалитета составляет 26 084 жителя.

## История
Город основан в 1872 году.

## Статистика
- Валовой внутренний продукт на 2003 год составляет 38 609 200,00 реалов (данные: Бразильский институт географии и статистики).
- Валовой внутренний продукт на душу населения на 2003 год составляет 1600,71 реалов (данные: Бразильский институт географии и статистики).
- Индекс развития человеческого потенциала на 2000 год составляет 0,679 (данные: Программа развития ООН).